# Nary

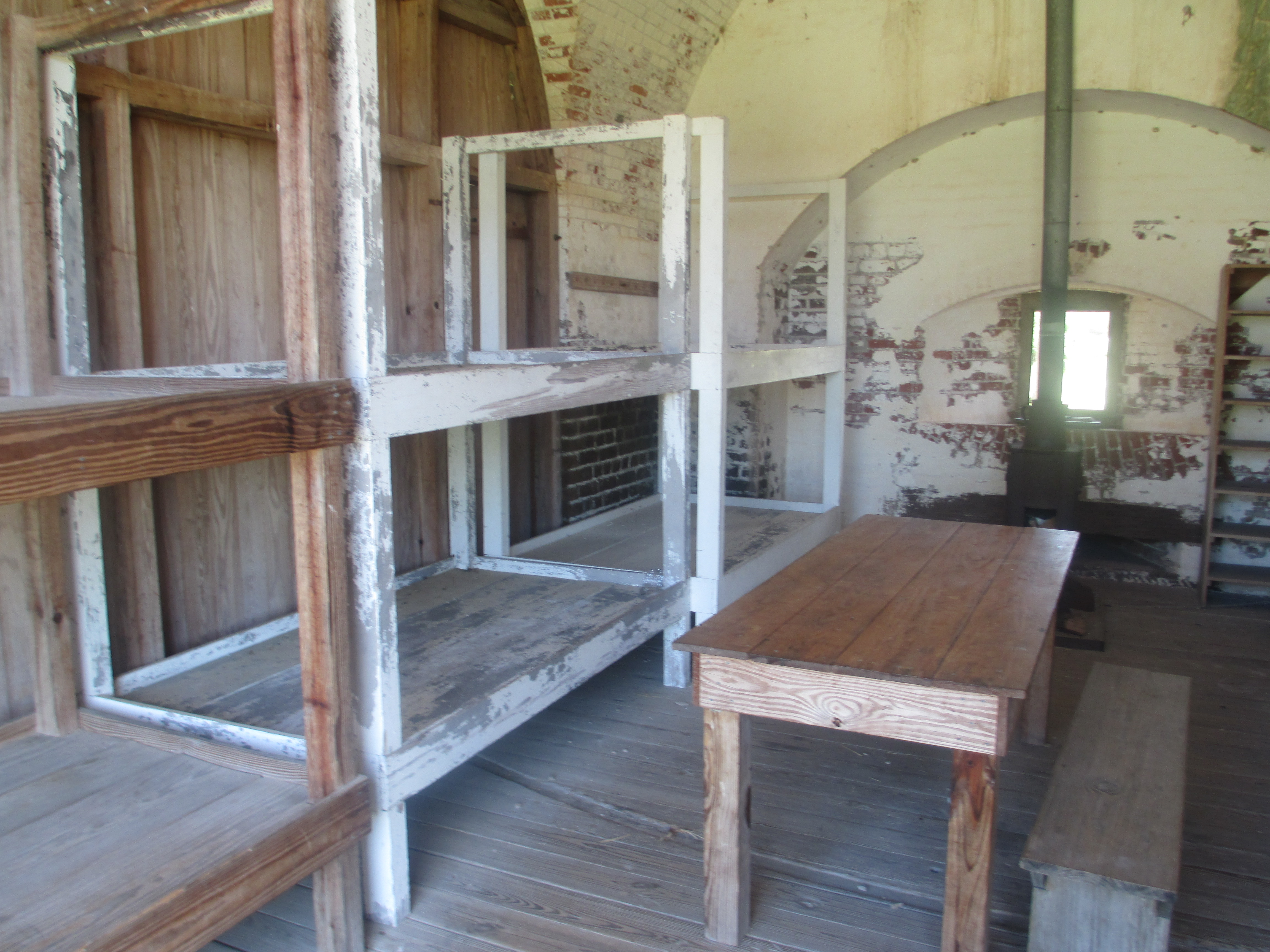
Nary w Forcie Pulaski, w USA

Nary – w języku średniopolskim prymitywne łoże lub wyrko, czasami piętrowe, zazwyczaj wykonane z desek lub żerdzi. Rzeczownik bez liczby pojedynczej. W odmianie: Dop. nar (nie narów).
Pierwszy zapis pojawił się w roku 1570, co odnotował w roku 1927, w Słowniku etymologicznym języka polskiego Aleksander Brückner wraz z dopiskiem: „...nie ruska pożyczka, chociaż dziś na Rusi lepiej znane”. W pierwszym dwudziestoleciu XX wieku nary zostały wyparte przez pryczę (niem. Pritsche), zwłaszcza więzienną i koszarową.